# Milly Childers
Emily Maria Eardley Childers (1866-1922), conocida como Milly Childers, fue una pintora inglesa de finales de la era victoriana y principios del siglo XX.

## Trayectoria
Era hija de Hugh Childers, un destacado miembro del parlamento y ministro del gobierno. Se sabe poco sobre los primeros años de la vida de Milly Childers; comenzó a exhibir sus obras alrededor de 1890. Después de la jubilación de su padre en 1892, padre e hija viajaron juntos por Inglaterra y Francia; Milly Childers pintó paisajes e interiores de iglesias. Algunos contactos del padre le encargaron obras de arte a su hija, incluso como restauradora y copista para Lord Halifax en Temple Newsam. Childers expuso su trabajo en el Palacio de Bellas Artes en la Exposición Colombina Mundial de 1893 en Chicago, Illinois.
Una de las obras más conocidas de Childers es un retrato de su padre; otra es su propio autorretrato de 1889. Sus obras más conocidas son Children Playing Hoops in the Street, Arromanches y The Pannier market, Barnstaple. Su estilo muestra influencias de los impresionistas.